# Torneio Rio-São Paulo de Showbol
O Torneio Rio-São Paulo de Showbol é uma competição interestadual de showbol realizada pelo Showbol Brasil - entidade que promove os torneios nacionais desta categoria.

## Edições
- Torneio Rio-São Paulo de Showbol de 2012